# بانس بک (ترانه لیتل میکس)
«بانس بک» (به انگلیسی: Bounce Back) ترانه ای از گروه موسیقی دخترانه اهل بریتانیا لیتل میکس است، که در ۱۴ ژوئن ۲۰۱۹ به‌عنوان یک تک‌آهنگ توسط آرسی‌ای رکوردز منتشر شد. این تک‌آهنگ در رتبه ده در جدول تک‌آهنگ‌های بریتانیا قرار گرفت و برای فروش ۲۰۰٬۰۰۰ گواهی فروش نقره را از صنعت ضبط صدای بریتانیا دریافت کرد.